# Estlands musik- og teaterakademi
Estlands musik- og teaterakademi (på estisk: Eesti Muusika- ja Teatriakadeemia) er en estisk uddannelsesinstitution, beliggende i Tallinn. Det hele begyndte med et mindre korensemble, der uformelt fik idéen til at starte "Tallinna Kõrgem Muusikakool" op den 17. november 1918, hen imod slutningen af 1. verdenskrig. Den officielle åbningsceremoni fandt sted den 28. september 1919. I 1923 blev uddannelsesstedet omdøbt til "Tallinna Konservatoorium", og i 1938 åbnede Tallinna Riiklik Konservatoorium. Institutionen tog mange år senere navneforandring til "Eesti Muusikaakadeemia" i 1993 og fik i 2005 sit nuværende navn, "Estlands musik- og teaterakademi".
Fremtrædende alumner fra Eesti Muusikaakadeemia er bl.a. sangerne Aile Asszonyi, Heli Lääts og Ain Anger, dirigenterne Roman Matsov, Tõnu Kaljuste, Olari Elts, Eri Klas og Kristiina Poska, komponisterne Arvo Pärt, Lepo Sumera, Erkki-Sven Tüür, Ardo Ran Varres og instruktørerne Andres Puustusmaa, Tõnu Aav, Heino Mandri, Elmo Nüganen, Ain Lutsepp, Margus Oopkaup, Jan Uuspõld, Tõnu Tepandi og Taavi Eelmaa.

## Historie

### Etablering
Fra 1919-1923 var Mihkel Lüdig Tallinna Kõrgem Muusikakools rektor, og Jaan Tamm overtog stillingen, efter at Tallinna Konservatoorium havde afløst den første musikskole. Det akademiske niveau på konservatoriet blev betragtet som værende relativt højt, da mange af dets studerende deltog i internationale konkurrencer i 1930'erne. Den mest succesfulde af dem var Tiit Kuusik, der blev tildelt førsteprisen ved den internationale sangkonkurrence i Wien i 1938. Konservatoriet blev nationaliseret i 1935, inden navneændringen i 1938.

### Anden Verdenskrig og sovjettiden
Efter den tyske besættelsesmagts indtog i Estland, kæmpede Tallinna Riiklik Konservatoorium for at genoprette sine tidligere undervisningsaktiviteter, men konservatoriets bygning samt det meste af dets udstyr blev næsten fuldstændig ødelagt under et luftangreb den 9. marts 1944. I november samme år, efter endnu et lederskifte på uddannelsen, blev konservatoriet genåbnet. Konservatoriets kreative miljø voksede gradvist fra midten af 1950'erne, og i 1957 blev et dramafakultet oprettet på konservatoriet med Voldemar Panso som første leder. Inden institutionen blev til "Eesti Muusikaakadeemia" i begyndelsen af 1990'erne, havde det midlertidigt (1989) fået sit tidligere navn "Tallinna Konservatoorium" tilbage.

### Efter uafhængigheden og frem til i dag
I 1992 blev der lavet en omfattende reform af studiestrukturen, og akademiet indførte et fagbaseret studiesystem. Diplomstudier blev introduceret, hvilket gjorde det muligt for studerende at modtage en bachelorgrad efter en fireårig uddannelse. I 1993 føjede man en toårig kandidatuddannelse til programmet, og i 1996 blev der indført en fireårigt ph.d.-linje i musikvidenskab, mens der i 2000 blev designet specifikke læseplaner for udøvende kunstnere og komponister. Siden 1999 har det estiske musikkonservatorium haft til huse i en bygning i centrum af Tallinn, og i 2002 åbnede det for en fælles MA-uddannelse inden for kulturledelse i et samarbejde med Estlands kunstakademi og Estonian Business School. Siden 2006 har Estlands musik- og teaterakademi tilbudt uddannelser i scenekunst.
På akademiet findes desuden et symfoniorkester, der formentlig blev dannet på Tallinna Kõrgem Muusikakool i 1921.

## Rektorer og direktører
- 1919–1923 Mihkel Lüdig (rektor)
- 1923–1933 John Tamm (rektor)
- 1933–1940 Juhan Avik (rektor)
- - august-november 1940: Riho Päts (fungerende direktør)
- 1940–1941 Ksenia Aisenstadt (vicedirektør)
- 1941–1944 Vladimir Alumäe (direktør)
- - 1941–1944: Juhan Avik (rektor)
- 1944–1948 Vladimir Alumäe (rektor)
- 1948–1951 Bruno Close (rektor)
- 1951–1952 Georg Ots (rektor)
- 1952–1964 Eugen Kapp (rektor)
- 1964–1970 Vladimir Alumäe (rektor)
- 1970–1982 Viktor Guriev (rektor)
- 1982–1992 Venno Laul (rektor)
- 1992-2017 Peep Lassmann (rektor)
- 2017–... Ivari Ilja (rektor)

## Udvalgte alumner
- Evald Aav, én af grundlæggerne af den estiske nationalopera
- Gustav Ernesaks, kordirigent
- Voldemar Kuslap, barytonsanger
- Boris Parsadanian, komponist og instruktør på Eesti Kontsert.
- Arvo Pärt, komponist af klassisk og religiøs musik
- Peeter Saan, øverste leder for Eesti Kaitseväe Orkester (1996-2019)